# Aphodaulacus kizeritskyi
Aphodaulacus kizeritskyi är en skalbaggsart som beskrevs av Frolov 2002. Aphodaulacus kizeritskyi ingår i släktet Aphodaulacus och familjen Aphodiidae. Inga underarter finns listade i Catalogue of Life.